# Nesthy Petecio
Nesthy Alcayde Petecio (Santa Cruz, 11 aprile 1992) è una pugile filippina.

## Biografia
Nata nel barangay Tuban di Santa Cruz all'interno di una famiglia povera, è figlia di Prescilla Alcayde e Teodoro Petecio. E' apertamente lesbica.
Inizia a praticare il pugilato all'età di sette anni, sotto la guida del padre, ex pugile a livello amatoriale. Trasferitasi con la famiglia nella vicina Davao, dove il padre aveva trovato occupazione come agricoltore, intraprende definitivamente la strada della nobile arte per poter sostenere economicamente i propri genitori.
Frequenta la Rizal Technological University di Mandaluyong.
Ha rappresentato le Filippine ai Giochi olimpici estivi di Tokyo 2020, dove ha vinto la medaglia d'argento nel torneo dei pesi piuma.

## Palmarès
- Giochi olimpici

Tokyo 2020: argento nei pesi piuma
Parigi 2024: bronzo nei pesi piuma
- Mondiali

Jeju 2014: argento nei pesi piuma
Ulan-Ude 2019: oro nei pesi piuma
- Campionati asiatici

Ulan Bator 2012: bronzo nei pesi gallo
Ulaan Chab 2015: argento nei pesi gallo
Amman 2022: bronzo nei pesi piuma
- Giochi del Sud-est asiatico

Giacarta 2011: argento nei pesi gallo
Napyidaw 2013: argento nei pesi piuma
Singapore 2015: argento nei pesi piuma
Filippine 2019: oro nei pesi piuma
Vietnam 2021: bronzo nei pesi leggeri
Cambogia 2023: oro nei pesi piuma